# ان‌جی‌سی ۳۷۶
ان‌جی‌سی ۳۷۶ یک خوشه باز در صورت فلکی جنوبی توکان است که در ۲ سپتامبر ۱۸۲۶ توسط ستاره‌شناس اسکاتلندی جیمز دانلوپ کشف شد. درایر، یک ستاره‌شناس دانمارکی / بریتانیایی، آن را یک خوشه کروی، روشن، کوچک و گرد توصیف کرد. از نظر شکل نامنظم است و دارای سنبله مرکزی است.
این خوشه در امتداد شرقی ابر ماژلانی کوچک و کهکشان کوتوله (SMC) در نزدیکی آن واقع شده‌است. ممکن است در حال حاضر ۹۰٪ از جرم اصلی خود را از دست داده و در مرحله حل شدن در SMC باشد. در نتیجه به غلظت نسبتاً کمی ستاره دست یافته و دیگر در تعادل دینامیک نیست. خوشه حدود ۲۸ میلیون سال قدمت و دارای ۳۴۰۰ پوند جرم خورشیدی است.